# Nawapol Tantraseni
Nawapol Tantraseni (tiếng Thái: นวพล ตันตระเสนีย์, sinh ngày 9 tháng 3 năm 1989) là một cầu thủ bóng đá từ Thái Lan. Hiện tại anh thi đấu cho Sukhothai ở Giải bóng đá Ngoại hạng Thái Lan.

## Danh hiệu

### Câu lạc bộ
Chonburi
- Giải bóng đá ngoại hạng Thái Lan Vô địch (1): 2007

Muangthong United
- Giải bóng đá Ngoại hạng Thái Lan Vô địch (2): 2009, 2010
- Cúp Hoàng gia Kor Vô địch (1): 2010